# Lista dos maiores arranha-céus em Salt Lake City

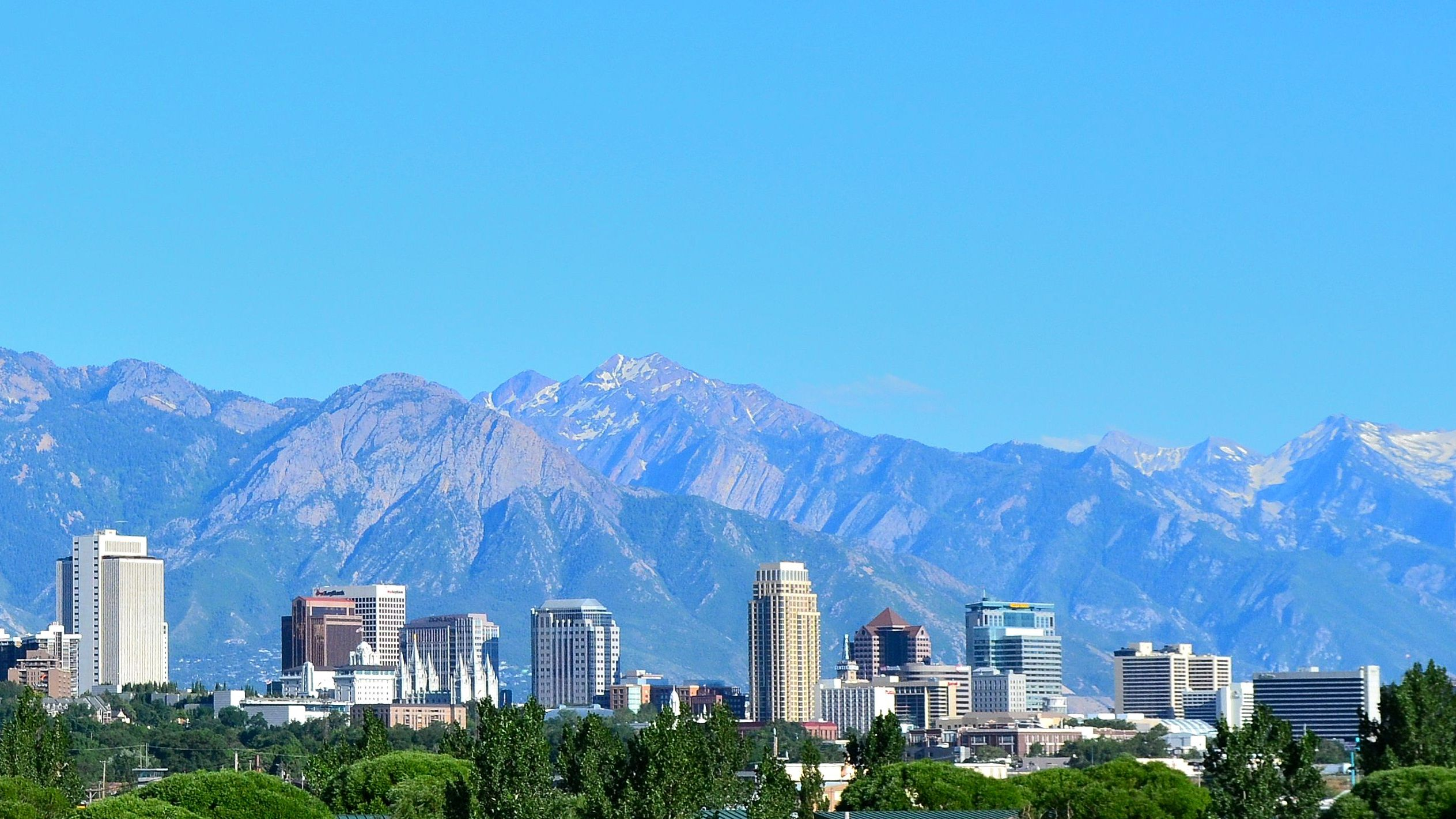
O centro comercial de Salt Lake City

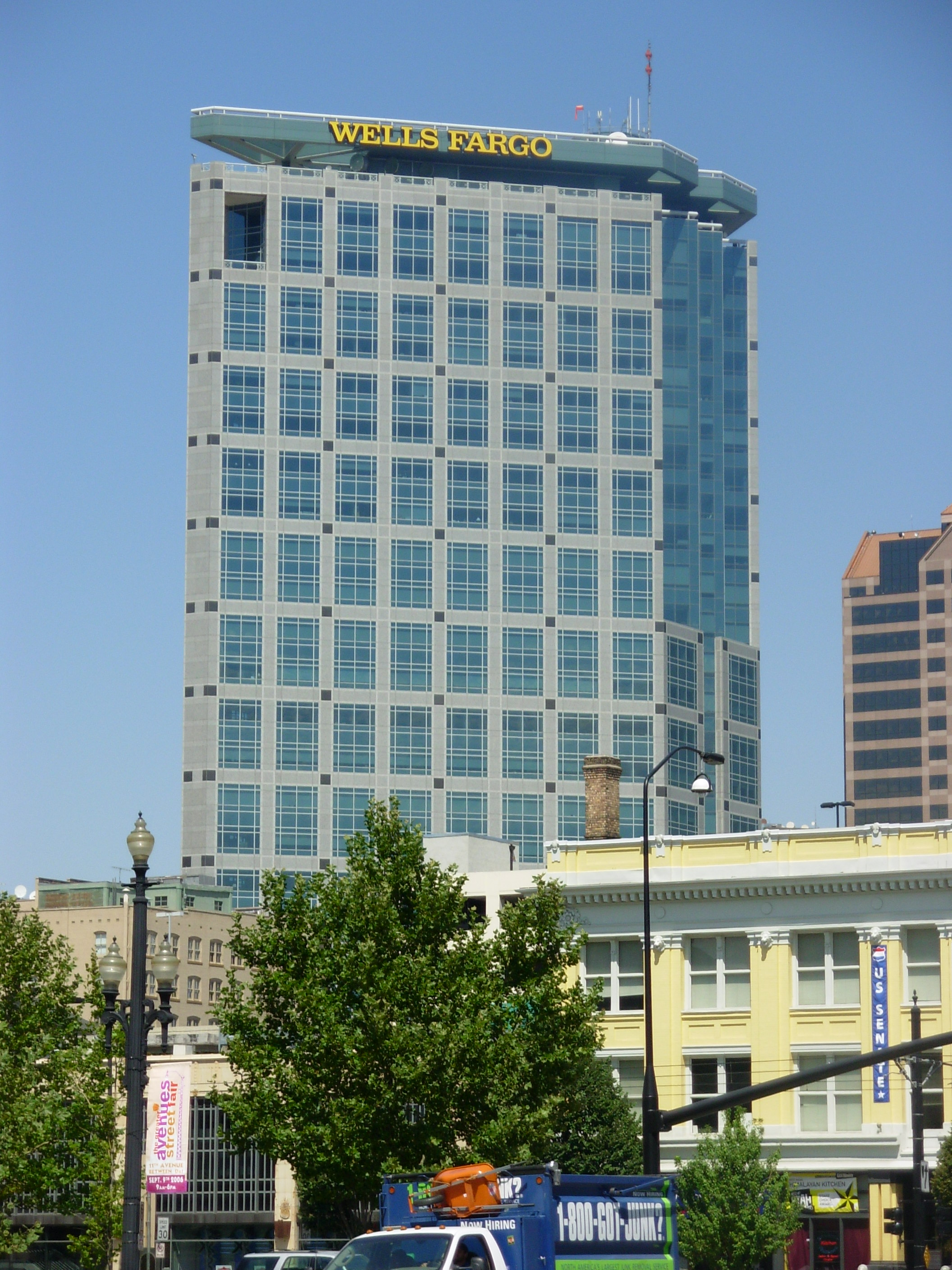
O Wells Fargo Center é o maior arranha-céu em Salt Lake City

Esta lista de maiores arranha-céus em Salt Lake City classifica arranha-céus na cidade americana de Salt Lake City, Utah por altura. O arranha-céu mais alto da cidade é o Wells Fargo Center que tem uma altura de 422 pés (129 m) e foi completado em 1998.
| Ordem | Edifício                                             | Imagem | Altura pés / metros | Andares | Ano inaug. | Notes                                                                                    |
| ----- | ---------------------------------------------------- | ------ | ------------------- | ------- | ---------- | ---------------------------------------------------------------------------------------- |
| 1     | Wells Fargo Center                                   |        | 422 / 129           | 24      | 1998       | Originalmente chamada da Torre American Stores. A torre tem heliporto no telhado.        |
| 2     | LDS Church Office Building                           |        | 420 / 128           | 28      | 1973       |                                                                                          |
| 3     | Grand America Hotel                                  |        | 395 / 120           | 24      | 2001       |                                                                                          |
| 4     | Promontory on South Temple                           |        | 372 / 113           | 32      | 2010       | Completada em 2010. Abriu em 2011. É a torre residencial mais alta do City Creek Center. |
| 5     | KeyBank Tower                                        |        | 351 / 107           | 27      | 1976       | Anteriormente conhecida como a Torre Beneficial Life. Foi renomeada em 2008.             |
| 6     | One Utah Center                                      |        | 350 / 107           | 24      | 1991       | Esta torre custou US$102 milhões.                                                        |
| 7     | Beneficial Financial Group Tower(Gateway Tower West) |        | 335 / 102           | 20      | 1998       | Originalmente chamada de Gateway Tower West.                                             |
| 8=    | American Tower North                                 |        | 324 / 99            | 26      | 1982       |                                                                                          |
| 8=    | American Tower South                                 |        | 324 / 99            | 26      | 1982       |                                                                                          |
| 9     | World Trade Center at City Creek                     |        | 320 / 98            | 22      | 1986       | Originalmente chamada de Eagle Gate Plaza e de Eagle Gate Tower                          |
| 10    | 222 South Main                                       |        | 315 / 96            | 22      | 2009       | Primeiro arranha-céu de mais de 20 pisos completado desde o Grand America Hotel em 2001. |
| 11    | Hilton Salt Lake City Center                         |        | 296 / 90            | 18      | 1983       |                                                                                          |
| 12    | Salt Lake City & County Building                     |        | 290 / 88            | 5       | 1894       |                                                                                          |
| 13    | Utah State Capitol                                   |        | 285 / 87            | 5       | 1915       |                                                                                          |
| 14    | Little America Hotel and Towers                      |        | 280 / 85            | 17      | 1980       |                                                                                          |
| 15    | 136 East South Temple                                |        | 274 / 84            | 25      | 1966       |                                                                                          |
| 16    | Zions Bank Tower (Gateway Tower East)                |        | 267 / 81            | 18      | 1962       |                                                                                          |
| 17    | The Regent (City Creek)                              |        | 265 / 81            | 20      | 2011       |                                                                                          |
| 18    | Marriott Downtown at City Creek Hotel                |        | 263 / 80            | 16      | 1981       |                                                                                          |
| 19    | HK Tower                                             |        | 231 / 70            | 14      | 1982       |                                                                                          |
| 20    | Red Lion Hotel                                       |        | 230 / 70            | 14      |            |                                                                                          |
| 21    | Walker Center                                        |        | 220 / 67            | 16      | 1912       |                                                                                          |
| 22=   | Hotel Monaco (Salt Lake)                             |        | 214 / 65            | 13      | 1924       |                                                                                          |
| 22=   | Shilo Inn                                            |        | 214 / 65            | 13      |            |                                                                                          |
| 23    | Salt Lake Temple                                     |        | 210 / 64            | 4       | 1893       |                                                                                          |
| 24=   | US Bank Tower(former Wells Fargo Plaza)              |        | 209 / 64            | 15      | 1984       |                                                                                          |
| 24=   | CenturyLink Building(former Qwest Building)          |        | 209 / 64            | 15      | 1980       |                                                                                          |
| 24=   | JC Penney Building                                   |        | 209 / 64            | 15      | 1973       |                                                                                          |
| 25    | Marriott City Center                                 |        | 198 / 60            | 13      | 2000       |                                                                                          |
| 26=   | Broadway Centre                                      |        | 196 / 60            | 14      | 1992       |                                                                                          |
| 26=   | Parkside Tower                                       |        | 196 / 60            | 14      | 1984       |                                                                                          |
| 27    | First Security Building                              |        | 192 / 59            | 14      | 1919       | Alternativamente chamado de Deseret Building                                             |
| 28    | Ken Garff Building                                   |        | 191 / 58            | 12      | 1967       | O Ken Garff Building era o First Security Bank e o Wells Fargo Bank building no passado  |
| 29=   | Joseph Smith Memorial Building                       |        | 182 / 55            | 13      | 1911       | Originalmente era o Hotel Utah                                                           |
| 29=   | 257 Towers Building                                  |        | 182 / 55            | 13      | 1986       |                                                                                          |
| 30    | Chase Tower                                          |        | 168 / 51            | 12      | 1983       |                                                                                          |
| 31=   | Boston Building (Salt Lake)                          |        | 164 / 50            | 11      | 1908       |                                                                                          |
| 31=   | Newhouse Building (Salt Lake)                        |        | 164 / 50            | 11      | 1909       |                                                                                          |
| 32    | 143 South Main(former Tribune Building)              |        | 145 / 44            | 10      | 1924       |                                                                                          |
| 33=   | Deseret News Building(former location)               |        | 126 / 38            | 9       | 1997       |                                                                                          |
| 33=   | City Center I                                        |        | 126 / 38            | 9       | 1986       |                                                                                          |
| 34=   | Richards Court West                                  |        | 125 / 38            | 10      | 2010       |                                                                                          |
| 34=   | Richards Court East                                  |        | 125 / 38            | 10      | 2010       |                                                                                          |
| 35    | Judge Building                                       |        | 102 / 31            | 7       | 1909       |                                                                                          |